# Druga hrvatska nogometna liga 1992
La Druga hrvatska nogometna liga 1992, conosciuta anche come 2.HNL 1992, è stata la prima edizione della seconda serie del campionato di calcio croato e si è conclusa con la vittoria del Radnik V. Gorica.

## Squadre partecipanti
Le squadre provenivano dalla terza (3. liga 1990-91) e quarta divisione jugoslava (Hrvatska liga 1990-91).
| Girone | Squadra            | Sede           | Stadio                 | Stagione 1990-91 | Stagione 1990-91    |
| Girone | Squadra            | Sede           | Stadio                 | Pos.             | Divisione           |
| ------ | ------------------ | -------------- | ---------------------- | ---------------- | ------------------- |
| OVEST  | Orijent            | Fiume          | Krimeja                | 11º              | 3. liga Ovest       |
| OVEST  | Pazinka            | Pisino         | Gradski                | 1º               | Hrvatska liga Ovest |
| OVEST  | Labin              | Albona         | Gradski                | 2º               | Hrvatska liga Ovest |
| OVEST  | Kraljevica         | Porto Re       | Milan Ružić-Minta      | 3º               | Hrvatska liga Ovest |
|        |                    |                |                        |                  |                     |
| NORD   | Radnik V. Gorica   | Velika Gorica  | Stadion Radnika        | 4º               | 3. liga Ovest       |
| NORD   | Trešnjevka         | Zagabria       | Graba                  | 9º               | 3. liga Ovest       |
| NORD   | Segesta            | Sisak          | Gradski                | 13º              | 3. liga Ovest       |
| NORD   | Špansko            | Zagabria       | ŠRC Špansko            | 1º               | Hrvatska liga Nord  |
| NORD   | Samobor            | Samobor        | Gradski                | 2º               | Hrvatska liga Nord  |
| NORD   | Karlovac           | Karlovac       | Branko Čavlović-Čavlek | 3º               | Hrvatska liga Nord  |
| NORD   | Metalac Sisak      | Sisak          | Caprag                 | 5º               | Hrvatska liga Nord  |
|        |                    |                |                        |                  |                     |
| EST    | Metalac Osijek     | Osijek         | ŠC Bikara              | 6º               | 3. liga Nord        |
| EST    | Olimpija Osijek    | Osijek         | Donji Grad             | 10º              | 3. liga Nord        |
| EST    | Belišće            | Belišće        | Gradski                | 15º              | 3. liga Nord        |
| EST    | Marsonia           | Slavonski Brod | uz Savu                | 17º              | 3. liga Nord        |
| EST    | Croatia Bogdanovci | Bogdanovci     | Ivan Barun             | 1º               | Hrvatska liga Est   |
|        |                    |                |                        |                  |                     |
| SUD    | Neretva            | Metković       | Iza Vage               | 3º               | 3. liga Sud         |
| SUD    | Slaven Gruda       | Gruda          | ŠC Gnjile              | 8º               | 3. liga Sud         |
| SUD    | Neretvanac         | Fort'Opus      | Podvornica             | 9º               | 3. liga Sud         |
| SUD    | Junak Sinj         | Signo          | Gradski                | 14º              | 3. liga Ovest       |
| SUD    | Primorac Stobreč   | Spalato        | Blato                  | 16º              | 3. liga Ovest       |
| SUD    | RNK Spalato        | Spalato        | Park mladeži           | 17º              | 3. liga Ovest       |
| SUD    | M.A.R. Solin       | Salona         | pokraj Jadra           | 1º               | Hrvatska liga Sud   |
| SUD    | Jadran Ploče       | Porto Tolero   | Jadranovo              | 2º               | Hrvatska liga Sud   |

## Girone Ovest
In questo gruppo, dato il basso numero di squadre, è stato disputato un doppio girone di andata e ritorno

### Classifica
|  | Pos. | Squadra    | Pt | G  | V | N | P | GF | GS | DR  |
|  | ---- | ---------- | -- | -- | - | - | - | -- | -- | --- |
|  | 1.   | Pazinka    | 17 | 12 | 7 | 3 | 2 | 22 | 12 | +10 |
|  | 2.   | Kraljevica | 12 | 12 | 5 | 2 | 5 | 14 | 18 | −4  |
|  | 3.   | Orijent    | 11 | 12 | 4 | 3 | 5 | 14 | 13 | +1  |
|  | 4.   | Labin      | 8  | 12 | 4 | 0 | 8 | 13 | 20 | −7  |

Legenda:
      Ammessa alle finali
Regolamento:
Due punti a vittoria, uno a pareggio, zero a sconfitta.

### Risultati
|            | Kra     | Paz     | Ori     | Lab     |
| ---------- | ------- | ------- | ------- | ------- |
| Kraljevica | ––––    | 1-4 1-1 | 0-3 0-2 | 3-0 2-0 |
| Pazinka    | 1-0 1-2 | ––––    | 1-0 4-2 | 2-1 3-1 |
| Orijent    | 1-2 0-0 | 1-1     | ––––    | 1-0 2-1 |
| Labin      | 1-2 4-1 | 1-0 1-3 | 1-0 2-1 | ––––    |

## Girone Nord

### Classifica
|  | Pos. | Squadra          | Pt       | G        | V        | N        | P        | GF       | GS       | DR       |
|  | ---- | ---------------- | -------- | -------- | -------- | -------- | -------- | -------- | -------- | -------- |
|  | 1.   | Radnik V. Gorica | 15       | 10       | 7        | 1        | 2        | 22       | 9        | +13      |
|  | 2.   | Špansko Zagabria | 13       | 10       | 6        | 1        | 3        | 16       | 11       | +5       |
|  | 3.   | Samobor          | 9        | 10       | 4        | 1        | 5        | 14       | 16       | −2       |
|  | 4.   | Segesta          | 8        | 10       | 4        | 0        | 6        | 12       | 13       | −1       |
|  | 5.   | Karlovac         | 8        | 10       | 3        | 2        | 5        | 10       | 15       | −5       |
|  | 6.   | Trešnjevka       | 7        | 10       | 2        | 3        | 5        | 9        | 19       | −10      |
|  | 7.   | Metalac Sisak    | ritirato | ritirato | ritirato | ritirato | ritirato | ritirato | ritirato | ritirato |

Legenda:
      Ammessa alle finali
Regolamento:
Due punti a vittoria, uno a pareggio, zero a sconfitta.

### Risultati
|            | Tre  | Špa  | Rad  | Seg  | Sam  | Kar  |
| ---------- | ---- | ---- | ---- | ---- | ---- | ---- |
| Trešnjevka | –––– | 2-1  | 2-2  | 2-0  | 1-3  | 0-2  |
| Špansko    | 3-0  | –––– | 0-1  | 1-2  | 2-1  | 1-0  |
| Radnik     | 4-1  | 1-2  | –––– | 4-1  | 2-1  | 4-0  |
| Segesta    | 3-0  | 1-2  | 0-1  | –––– | 0-1  | 3-0  |
| Samobor    | 1-1  | 2-3  | 1-0  | 1-2  | –––– | 1-0  |
| Karlovac   | 0-0  | 1-1  | 1-3  | 1-0  | 5-2  | –––– |

## Girone Est
Non è stata disputata nessuna partita a causa della guerra.

## Girone Sud

### Classifica
|  | Pos. | Squadra           | Pt | G  | V  | N | P  | GF | GS | DR  |
|  | ---- | ----------------- | -- | -- | -- | - | -- | -- | -- | --- |
|  | 1.   | Primorac Stobreč  | 23 | 14 | 10 | 3 | 1  | 18 | 5  | +13 |
|  | 1.   | Solin             | 23 | 14 | 10 | 3 | 1  | 23 | 7  | +16 |
|  | 3.   | RNK Spalato       | 20 | 14 | 8  | 4 | 2  | 19 | 8  | +11 |
|  | 4.   | Neretva Metković  | 13 | 14 | 4  | 5 | 5  | 14 | 11 | +3  |
|  | 5.   | Neretvanac Opuzen | 13 | 14 | 6  | 1 | 7  | 10 | 18 | −8  |
|  | 6.   | Junak Sinj        | 8  | 14 | 4  | 0 | 10 | 19 | 22 | −3  |
|  | 7.   | Jadran Ploče      | 7  | 14 | 2  | 3 | 9  | 11 | 24 | −13 |
|  | 8.   | Slaven Gruda      | 5  | 14 | 2  | 1 | 11 | 16 | 35 | −29 |

Legenda:
      Ammessa alle finali
Regolamento:
Due punti a vittoria, uno a pareggio, zero a sconfitta.

### Spareggio 1º posto
Vista la parità nei punti e negli scontri diretti (doppio 0−0) si rende necessario uno spareggio per determinare la vincente del girone.
|                  | Risultati |                  | Luogo e data            |
| ---------------- | --------- | ---------------- | ----------------------- |
| Solin            | 1−1       | Primorac Stobreč | Salona, 26 maggio 1992  |
| Primorac Stobreč | 2−1       | Solin            | Spalato, 31 maggio 1992 |
|                  |           |                  |                         |

### Risultati
|                   | Pri  | Sol | Spa | Met | Opu | Jun | Sla | Jad  |
| ----------------- | ---- | --- | --- | --- | --- | --- | --- | ---- |
| Primorac          | –––– | 0-0 | 1-0 | 1-0 | 2-0 | 1-0 | 3-1 | 1-0  |
| Solin             | 0-0  |     | 0-1 | 0-0 | 2-1 | 2-0 | 3-2 | 5-0  |
| RNK Spalato       | 2-1  | 0-1 |     | 0-0 | 4-0 | 2-0 | 2-0 | 1-1  |
| Neretva Metković  | 1-1  | 1-2 | 0-1 |     | 2-0 | 1-0 | 3-0 | 2-2  |
| Neretvanac Opuzen | 0-2  | 0-1 | 0-0 | 2-1 |     | 2-0 | 1-0 | 1-0  |
| Junak             | 0-1  | 2-3 | 1-2 | 2-0 | 4-1 |     | 4-0 | 3:0  |
| Slaven            | 1-2  | 0-2 | 2-2 | 0-3 | 0-1 | 6-3 |     | 3-2  |
| Jadran            | 0-2  | 0-2 | 1-2 | 0-0 | 0-1 | 1-0 | 4-1 | –––– |

## Fase finale
Le vincitrici dei 3 gironi si contendono il titolo di Campione della Druga NHL 1992. Radnik esentato dalla semifinale per mancanza della compagine avversaria (il girone Est non è stato disputato).

### Semifinali
| 6 giugno 1992 Semifinali - andata                                                         | Primorac Stobreč | 4 – 1 referto | Pazinka |  |
| \| \| \| \| \| Roglič 15’ Matijasevič 19’, 48’ Boljat 71’ \| Marcatori \| 51’ Trešnjić \| |                  |               |         |  |
|                                                                                           |                  |               |         |  |
| Roglič 15’ Matijasevič 19’, 48’ Boljat 71’                                                | Marcatori        | 51’ Trešnjić  |         |  |

| 10 giugno 1992 Semifinali - ritorno                                                  | Pazinka   | 4 – 0 Abbandonata al 76' referto | Primorac Stobreč |  |
| \| \| \| \| \| Mostahinić 7’, 35’ Desnica 32’ (rig.) Trešnjić 62’ \| Marcatori \| \| |           |                                  |                  |  |
|                                                                                      |           |                                  |                  |  |
| Mostahinić 7’, 35’ Desnica 32’ (rig.) Trešnjić 62’                                   | Marcatori |                                  |                  |  |

### Finale
| 13 giugno 1992 Finale - andata                | Pazinka   | 1 – 0 referto | Radnik V. Gorica |  |
| \| \| \| \| \| Desnica 35’ \| Marcatori \| \| |           |               |                  |  |
|                                               |           |               |                  |  |
| Desnica 35’                                   | Marcatori |               |                  |  |

| 17 giugno 1992 Finale - ritorno                              | Radnik V. Gorica | 3 – 0 referto | Pazinka |  |
| \| \| \| \| \| Hrkovac 12’, 72’ Stoos 41’ \| Marcatori \| \| |                  |               |         |  |
|                                                              |                  |               |         |  |
| Hrkovac 12’, 72’ Stoos 41’                                   | Marcatori        |               |         |  |

## Verdetti
- Sono state promosse nella Prva liga 1992-93 Radnik V. Gorica e Segesta dal Girone Nord, Pazinka dal Girone Ovest, Belišće, su invito [3], dal Girone Est, nessuna dal Girone Sud.
- Viene retrocesso solamente il Metalac Sisak, unica squadra a ritirarsi dal torneo.